# Tennis Napoli Cup 2022 - Qualificazioni singolare
Le qualificazioni del singolare del Tennis Napoli Cup 2022 sono un torneo di tennis preliminare per accedere alla fase finale della manifestazione. I vincitori dell'ultimo turno entrano di diritto nel tabellone principale. In caso di ritiro di uno o più giocatori aventi diritto, subentrano i lucky loser, ossia i giocatori sconfitti all'ultimo turno che hanno una classifica più alta rispetto agli altri partecipanti che avevano perso nel turno finale.

## Teste di serie
1. Nicolás Jarry (qualificato)
2. Zhang Zhizhen (qualificato)
3. Francesco Passaro (qualificato)
4. Jozef Kovalík (primo turno, ritirato)

1. Filip Misolic (ultimo turno)
2. Andrea Pellegrino (primo turno)
3. Giulio Zeppieri (ultimo turno)
4. Raul Brancaccio (ultimo turno)

## Qualificati
1. Nicolás Jarry
2. Zhang Zhizhen

1. Francesco Passaro
2. Borna Gojo

## Tabellone

### Sezione 1
|  | Primo turno | Primo turno       | Primo turno       | Primo turno | Primo turno |  |  | Ultimo turno | Ultimo turno    | Ultimo turno    | Ultimo turno | Ultimo turno |  |
|  |             |                   |                   |             |             |  |  |              |                 |                 |              |              |  |
|  | 1           | Nicolás Jarry     | Nicolás Jarry     | 6           | 6           |  |  |              |                 |                 |              |              |  |
|  |             | Aziz Dougaz       | Aziz Dougaz       | 2           | 3           |  |  | 1            | Nicolás Jarry   | Nicolás Jarry   | 6            | 6            |  |
|  | WC          | Gianmarco Ferrari | Gianmarco Ferrari | 2           | 3           |  |  | 8            | Raul Brancaccio | Raul Brancaccio | 2            | 4            |  |
|  | 8           | Raul Brancaccio   | Raul Brancaccio   | 6           | 6           |  |  |              |                 |                 |              |              |  |

### Sezione 2
|  | Primo turno | Primo turno      | Primo turno      | Primo turno | Primo turno |  |  | Ultimo turno | Ultimo turno    | Ultimo turno | Ultimo turno | Ultimo turno |  |
|  |             |                  |                  |             |             |  |  |              |                 |              |              |              |  |
|  | 2           | Zhang Zhizhen    | Zhang Zhizhen    | 6           | 6           |  |  |              |                 |              |              |              |  |
|  |             | Riccardo Bonadio | Riccardo Bonadio | 4           | 2           |  |  | 2            | Zhang Zhizhen   | 7            | 3            | 6            |  |
|  |             | Beibit Žukajev   | Beibit Žukajev   | 4           | 1           |  |  | 7            | Giulio Zeppieri | 5            | 6            | 3            |  |
|  | 7           | Giulio Zeppieri  | Giulio Zeppieri  | 6           | 6           |  |  |              |                 |              |              |              |  |

### Sezione 3
|  | Primo turno | Primo turno          | Primo turno          | Primo turno | Primo turno |  |  | Ultimo turno | Ultimo turno      | Ultimo turno | Ultimo turno | Ultimo turno |  |
|  |             |                      |                      |             |             |  |  |              |                   |              |              |              |  |
|  | 3           | Francesco Passaro    | 6                    | 4           | 6           |  |  |              |                   |              |              |              |  |
|  |             | Lorenzo Giustino     | 3                    | 6           | 4           |  |  | 3            | Francesco Passaro | 0            | 6            | 6            |  |
|  |             | Francesco Maestrelli | Francesco Maestrelli | 3           | 4           |  |  | 5            | Filip Misolic     | 6            | 3            | 2            |  |
|  | 5           | Filip Misolic        | Filip Misolic        | 6           | 6           |  |  |              |                   |              |              |              |  |

### Sezione 4
|  | Primo turno | Primo turno        | Primo turno        | Primo turno | Primo turno |  |  | Ultimo turno | Ultimo turno       | Ultimo turno       | Ultimo turno | Ultimo turno |  |
|  |             |                    |                    |             |             |  |  |              |                    |                    |              |              |  |
|  | 4           | Jozef Kovalík      | 3                  | 0           | r           |  |  |              |                    |                    |              |              |  |
|  |             | Borna Gojo         | 6                  | 3           |             |  |  |              | Borna Gojo         | Borna Gojo         | 6            | 6            |  |
|  | WC          | Stefano Napolitano | Stefano Napolitano | 7           | 6           |  |  | WC           | Stefano Napolitano | Stefano Napolitano | 3            | 4            |  |
|  | 6           | Andrea Pellegrino  | Andrea Pellegrino  | 5           | 4           |  |  |              |                    |                    |              |              |  |